# Circonscription de Tilili
La circonscription de Tilili est une des 135 circonscriptions législatives de l'État fédéré Amhara, elle se situe dans la Zone Agew Awi. Son représentant actuel est Delnesa Andualem Ashenef.